# Hydraena extorris
Hydraena extorris är en skalbaggsart som beskrevs av Peter Zwick 1977. Hydraena extorris ingår i släktet Hydraena och familjen vattenbrynsbaggar. Inga underarter finns listade i Catalogue of Life.